# سامي الحاج
سامي محي الدين الحاج (15 فبراير 1969) مصور سوداني الأصل قطري الجنسيه يعمل مع قناة الجزيرة. ومُعتقل سابق في غوانتنامو.

## نشأته
ولد في مدينة الخرطوم وانتقل لاحقًا مع والده إلى مدينة سنار في وسط السودان حيثُ أنهى الدراسة الثانوية هناك لينتقل بعدها إلى الهند ليحصل من هناك على شهادة آداب إنجليزية.

## اعتقاله
ذهب مصور الجزيرة سامي الحاج مع فريق عمل لتغطية أحداث الغزو الأمريكي لأفغانستان ودخل أفغانستان عبر الحدود الباكستانية، وكان الجيش الباكستاني قد ألقى القبض عليه في المنطقة المتاخمة للحدود الأفغانية في شهر ديسمبر من سنة 2001، وسلمه للأمريكيين الذين احتجزوه منذ عام 2002 وبعدها نقل إلى معتقل غوانتانامو، وبعدما لم تتمكن السلطات الأمريكية من إثبات ضلوعه في أي عمل إجرامي فتم الإفراج عنه مساء يوم الخميس 1 مايو 2008 بعدما قضى 6 سنوات في السجن دون توجيه أية تهم إليه.

## روابط خارجية
- سامي الحاج على موقع IMDb (الإنجليزية)
- سامي الحاج على موقع كينوبويسك (الروسية)